# Sol-20

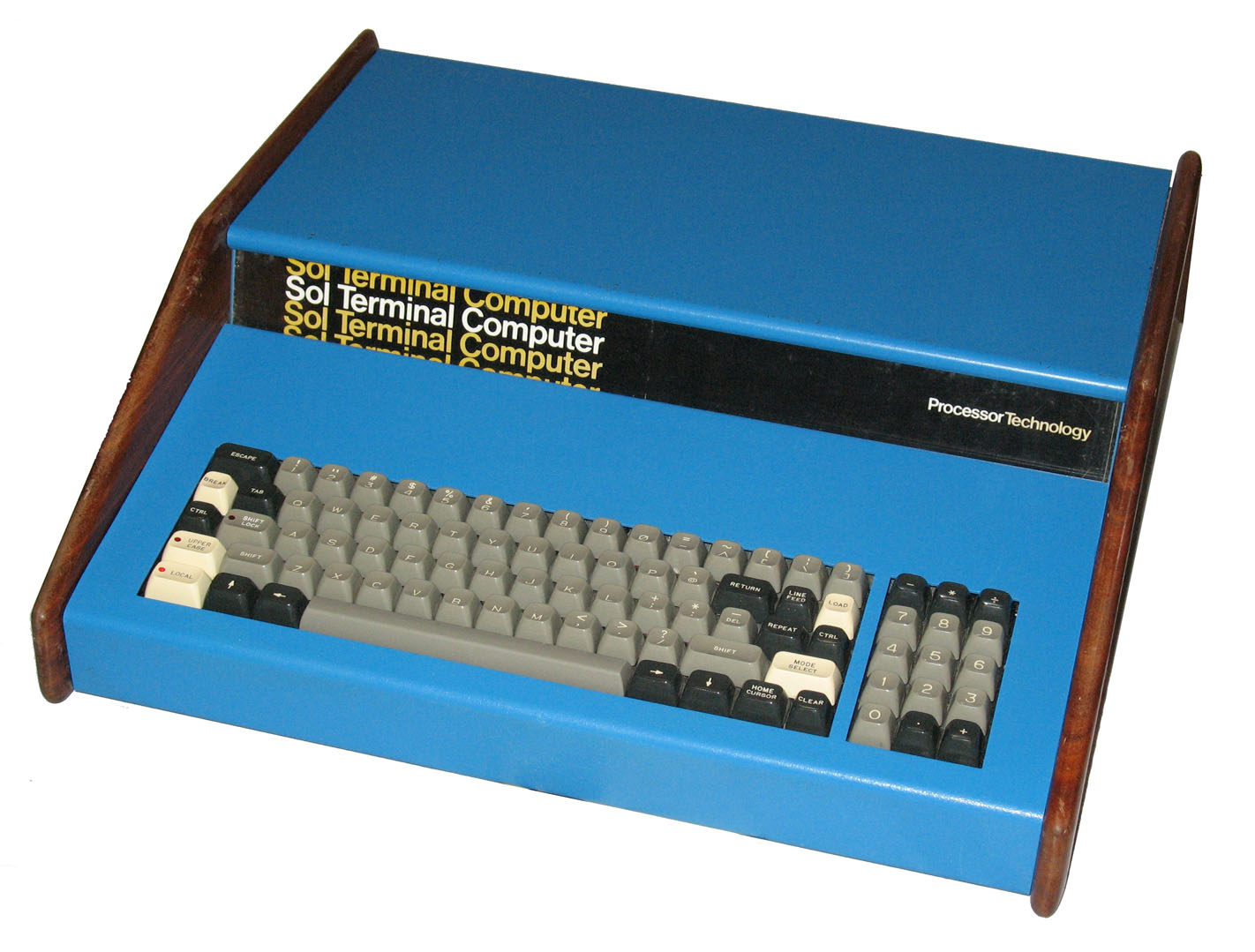
Sol-20。「ターミナルコンピュータ」と呼ばれる、世界初のオールインワンのパーソナルコンピュータだった。

Sol-20（ソル20）は、プロセッサ・テクノロジーが開発・販売したマイクロコンピュータである。キーボードとテレビ出力を内蔵し、組み立て済み製品として販売された世界初のコンピュータで、このようなコンピュータは後にホームコンピュータと呼ばれるようになる。
設計は、Intel 8080ベースのマザーボード、グラフィックスカード・VDM-1、キーボードを駆動する入出力カード・3P+S、プログラム保存用のカセットデッキに接続する回路を組み合わせたものだった。マシンの背面にある5つのS-100バススロットを介して追加の拡張が可能だった。また、初歩的なオペレーティングシステムを同梱した交換可能なROMカートリッジが含まれている。
この設計は、元々『ポピュラーエレクトロニクス』の編集者であるレス・ソロモンによって提案されたものである。彼はプロセッサ・テクノロジー社のボブ・マーシュに、Altair 8800で使用するための端末が設計できるかを尋ねた。マーシュと作業スペースを共有していたリー・フェルゼンスタインは、以前にそのような端末を設計したことがあったが、実際の製作まではしていなかった。最新の電子機器を使って設計を再考し、端末プログラムをROMに入れた完全なコンピュータを構築することが最良の解決策であるという結論に至った。フェルゼンスタインは、筐体の中に「ソロモンの知恵」(the wisdom of Solomon)を入れたという意味で、"Sol"という名前を提案した。
Solは、『ポピュラーエレクトロニクス』1976年7月号の表紙で「高品質のインテリジェント端末」として紹介された。当初は3つのバージョンが提供されていた。キット版のSol-PCマザーボード、拡張スロットのないSol-10、5つのスロットを備えたSol-20である。Sol-20は、1976年8月にアトランティックシティで開催されたパーソナルコンピューティングショーに出展されたことで人気を博し、注文から出荷まで1年待ちとなるほど注文が殺到した。その年の後半から出荷を開始した。人気の中心は、拡張可能で、組み立て済みの状態で1,495ドルで販売されたSol-20だった。同社はまた、独自のシステムを構築したいと考えている人のために、システムの回路図を無料で提供していた。
Sol-20は1979年まで生産され、その時点で約12,000台が販売された。その頃までには、「1977年の三位一体」と呼ばれたApple II、PET 2001、TRS-80が市場を席巻していた。プロセッサ・テクノロジー社は、新製品の導入に続けて失敗したことにより、倒産に追い込まれた。フェルゼンスタインは後に、同じ基本設計によるポータブルコンピュータ・Osborne 1を開発し、成功を収めた。

## 歴史

### トム・スウィフト端末
リー・フェルゼンスタインは、世界初の公開電子掲示板システムであるコミュニティメモリの運営者の一人であった。コミュニティメモリは1973年に開設され、カリフォルニア州バークレーのレコード店に設置されたテレタイプ端末・ASR-33（プリンタとキーボード）を介してメインフレーム・SDS 940にアクセスすることで稼働していた。システムを実行するためのコストは、手に負えないものだった。テレタイプ端末は通常1台1,500ドルもし（最初の1台はジャンク品として寄付されたものだった）、さらにモデムに300ドルかかり、SDSのタイムシェアリングの使用時間は高価だった。1968年にはTymshare社は1時間あたり13ドルを請求した。端末から出力するための紙の束さえ、実用にはあまりにも高価で、システムは常に詰まっていた。これは、端末を画面表示式のHazeltine 1500に置き換えることで解消されたが、今度は一定の修理が必要となった。
1973年以来、フェルゼンスタインはコストを下げる方法を模索していた。彼がコンピュータ分野で最初に設計したものの1つがペニーホイッスルモデムである。これは、300bpsの音響カプラで、市販モデルの1/3のコストだった。『ポピュラーエレクトロニクス』1973年9月の表紙に掲載されたドン・ランカスターのTVタイプライターを見た彼は、その回路設計を基礎として、トム・スウィフト端末(Tom Swift Terminal)と呼ばれる端末を設計した。この端末は、簡単に修理できることを意図して設計されていた。これをペニーホイッスルモデルと組み合わせることで、コミュニティメモリにアクセスするためのコストパフォーマンスを上げることが可能になった。
1975年1月、フェルゼンスタインはボブ・マーシュがコミュニティメモリに投稿した「（作業場所としての）ガレージを共有したい人はいないか」という投稿を目にした。マーシュは木製のデジタル時計を設計しており、それを作るためのスペースを必要としていた。フェルゼンスタインは以前にマーシュと学校で知り合っており、バークレーの家賃175ドルのガレージを共同で使用することに合意した。その後まもなく、コミュニティメモリは、主要な資金源だったProject Oneとの関係や、創設メンバーが継続する意思を失ったことで、最終的に閉鎖された。

### プロセッサ・テクノロジー社
1975年1月、『ポピュラーエレクトロニクス』誌の表紙にAltair 8800が掲載され、急成長を続けるシリコンバレーのエンジニアたちの間に強い関心を呼び起こした。その後すぐの1975年3月5日、ゴードン・フレンチとフレッド・ムーアは、後にホームブリュー・コンピュータ・クラブとなる初の会合を開催した。フェルゼンスタインはホームブリュー・コンピュータ・クラブの会合にマーシュを連れて行き、マーシュはAltairのアドオンカードを供給することとなった。マーシュは同年4月に、友人のゲイリー・イングラムとともにプロセッサ・テクノロジーを設立した。
同社の最初の製品は、Altair用の4 kB DRAMメモリカードだった。同様のカードはAltairの開発元のMITS社からも入手できたが、そのほとんどはまともに動作しなかった。マーシュは、導入予定の製品の回路設計やマニュアルの執筆などの仕事の契約をフェルゼンスタインに持ちかけた。フェルゼンスタインはまだ端末の開発に取り組んでおり、7月にマーシュは彼に端末のビデオ出力部分の開発費を支払うことを申し出た。これは、基本的にはシリアルポートではなく、Altairのメインメモリからデータを供給するバージョンの端末だった。
これにより、最初のグラフィックスカードであるVDM-1が誕生した。VDM-1は64桁16行の表示が可能で、大文字と小文字を含む完全なASCII文字セットと、矢印や基本的な数学記号のような多数の記号文字が表示可能だった。Altairに、出力用のVDM-1と入力用キーボードを接続するP3+Sカードを装備することで、操作のために端末を接続する必要がなくなり、Hazeltineのような端末製品よりも安価に購入できる。

### インテリジェント端末という概念
1975年後半にVDM-1が発売されるまでは、Altairでプログラムを行うには、本体のフロントパネルのスイッチを操作しLEDランプで結果を確認するか、シリアルカードを購入して何らかの端末を接続するしかなかった。よく使われていたのはASR-33で、このときでもまだ1,500ドルもするものだった。ASR-33の発売元のテレタイプ社は大規模な商業顧客にのみ販売していたため、ホビイストがテレタイプ社から直接購入することは通常できなかった。そのため、故障したものを修理してホビイスト向けに販売する市場が盛んになっていた。Altairを開発したエド・ロバーツは、Altairの顧客向けに、改造版のASR-33sを供給する取引をテレタイプ社と行なった。
『ポピュラーエレクトロニクス』誌でAltairを紹介した編集者のレス・ソロモンは、急速に拡大するマイクロコンピュータ市場において、低価格のスマート端末が非常に望まれていると感じていた。1975年12月、ソロモンはフェニックスのドン・ランカスターのもとを訪問し、彼が設計したTVタイプライターをコンピュータ端末のビデオディスプレイとして使用することについて相談した。ランカスターが興味を示したので、ソロモンは彼をアルバカーキに連れて行き、ロバーツに会わせた。ランカスターはAltairの設計を批判し、拡張カードにより良く対応するための提案をしたが、ロバーツはこれを平然と拒否し、2人は激しい口論となった。結局、この2人の提携はできなかった。
ソロモンはその後カリフォルニアを訪れ、マーシュにも同じアイデアを持ちかけた。ソロモンは、30日以内に設計を完成させることができれば、それを雑誌の表紙に載せると提案した。マーシュはシステムの設計を再びフェルゼンスタインに依頼した。後にフェルゼンスタインは次のように述べている。
Solの誕生に至る過程で、レスリー・ソロモンはオスの役割を演じた。誰が誰に勧誘したのか、私には未だにわからない。

### 設計
フェルゼンスタインは当初、彼が設計した初期のトム・スウィフト端末の設計に倣って、（集積回路ではない）個別の電子部品を使用した端末を作ろうと考えていた。マーシュはそれと並行して、Intel 8080を使ったバージョンを考えていた。コストの差が10ドル程度で済むことが明らかになり、個別の電子部品による設計は廃棄された。当初は、当時のホビイスト向け電子機器市場では一般的だったキットでの販売をメインに考えていた。これは"Sol-PC"という名前で発売された。後に計画は変更され、設計が進むにつれ、ある時点で、動作させるのに必要な全ての部品が揃った完全な形で提供することが決定した。
フェルゼンスタインは当初、自分が必要とされるのは最初の設計だけだと考えていたが、物理的なレイアウトが始まると、彼らが雇ったレイアウトアーティスト一人ではできないことが明らかになった。マーシュは友人の木工職人に大きなライトテーブルを作らせ、フェルゼンスタインとレイアウトアーティストはそれを使ってマザーボード用のプリント基板の設計を始めた。フェルゼンスタインが設計に取り組んでいる間も、マーシュは絶えず新しいアイデアを思いつき、それを設計に盛り込むように要求した。このフィーチャー・クリープのために、最終的な設計の完了までに2ヶ月もかかることとなった。
最終的な製品は、マイクロプロセッサIntel 8080、簡易版のVDM-1、シリアル入出力、スクリーンバッファ用の1kのSRAMをマザーボードに搭載した設計となった。「パーソナリティ・モジュール」と呼ばれるROMには、端末ドライバなどのコードが含まれており、マシンの電源が入るとすぐに実行を開始する。このモジュールは、マシンの内部にアクセスすることなく、交換が可能なように設計されていた。
一方、マーシュは物理的な設計に取り組んでいた。彼は最初から、側面にウォールナット材を使用することを考えていた。かつてデジタル時計の製作に取り組んでいた時、彼は木工職人の友人から、端材を使った小さな部品であれば、実質的に安価で手に入るということを学んでいた。ソロモンは雑誌に掲載するための締切を延長していたが、その前に写真撮影が必要になるため、外見を先に作っておく必要があった。マーシュは、マシンにはカセットデッキを搭載すべきだと考え、左にキーボード、右にカセットプレーヤーを搭載したモックアップを作成した。
最初のマザーボードが届いたのはプロジェクト開始から45日後、最初の筐体と電源が届いたのはその約15日後だった。この時点で、このマシンが単なる端末ではなく、システム単体で使えるマイクロコンピュータであることは明らかだったが、フェルゼンスタインは、「事実については最後の瞬間まで弱音ペダルを踏む（控えめに表現する）ことを決定しました。雑誌が出版された後は、その汎用性について可能な限りの大騒ぎをすることになりましたが、実際に雑誌が印刷されるまでは、単なる端末として扱うことになりました」と語っている。
マシンがますます強力なものになって行く中で、フェルゼンスタインは"Sol"という名前を提案した。これは、「ソロモンの知恵」(the wisdom of Solomon)を入れたシステムという意味である。レス・ソロモンは後に「もしそれがうまくいったら、彼らはSolはスペイン語で『太陽』の意味だと言っただろう。もしうまくいかなかったら、彼らはそれをユダヤ人（レス・ソロモン自身のこと）から取ったと言っただろう」と語った。

### リリース
1976年2月、まだ部品も不完全な状態の最初の機械が用意され、ソロモンに見せるためにニューヨークに送られた。ソロモンは機能を指摘して、パーソナリティROMにBASICを載せない理由は何なのかと尋ねた。フェルゼンスタインは、そのマシンが単なる端末ではなくコンピュータであることを隠しておきたかったので、単に「わからないな」とだけ答えた。電源を入れても、マシンは動作せず、読めないほど曖昧な画面を表示した。マーシュとフェルゼンスタインは、創刊されたばかりの『バイト』誌のボストンにある編集室へ行った。その間にフェルゼンスタインは問題を発見した。それは、チップの下に詰まってしまったごく短い電線により、2本のビデオラインがショートしてしまったことだった。彼らはソロモンの家に戻り、今度はちゃんと動作する状態でデモンストレーションを行った。
出版のスケジュールの関係で、掲載は1976年7月号となり、「高品質のインテリジェント端末」と紹介された。掲載された画像はモックアップ版で、TI-99/4Aのような一般的な形状とは異なる薄いケースに収められていた。記事が掲載される頃には、デザインが変わっていた。新しいデザインは、キーボードの後ろにはっきりとした段があり、ケースの後方の拡張シャーシと電源がその中に入っていた。ケースの大部分は折り曲げた鉄板製で、左右はマーシュが要求した木製のパネルが取り付けられていた。
この新しいデザインは、1976年6月に開催された中西部エリア・コンピュータ・クラブの会合で初めて披露された。この時点では、このマシンの販売の準備はできていなかったが、既存の拡張カードを販売して活況を呈した。これに続いて、8月下旬にアトランティックシティで開催されたパーソナル・コンピューティング'76(PC'76)ショーが開催された。ここで初めて注文の受付を行い、Solはこのショーで大人気となった。
その後すぐに、マーシュはNBCの『トゥモローショー』に招かれ、Solのデモンストレーションを行った。スティーブ・ダンピエが開発した「ターゲット」というゲームを使って、システムの能力をアピールした。ショーの司会者のトム・スナイダーは、コマーシャル中にゲームをプレイして熱中してしまい、コマーシャル明けの前に無理矢理中断させた。

### 販売
Solは当初、3つのバージョンで提供された。ベースとなるマザーボードは"Sol-PC"として提供され、キットで575ドル、組み立て・テスト済みの製品で745ドルだった。Sol-10はこれにケース、キーボード、電源を追加したもので、キットで895ドル、組み立て済みで1,295ドルだった。Sol-20は、さらにテンキー付きキーボード、5つの拡張スロット、それに給電するための大型電源、冷却用ファンが追加され、キットで995ドル、組み立て済みで1,495ドルだった。当時の広告では、Sol-20が「初の1,000ドル以下の完全な小型コンピュータ」と表現されていた。ほとんどのシステムには追加パーツが必要で、それを"Sol Systems"としてバンドルして販売されていた。Sol System Iは、Sol-20に8k RAMカード、PT-872モニター、RQ-413カセットレコーダーで構成されており、価格は2,129ドルだった。
ハッカー倫理に従って、同社はマザーボードの回路図を公開し、希望者には郵送料の負担のみで郵送した。最終的には4万から5万部が送られたと推定されている。Sol-10はほとんど売れず、同社はSol-20に注力した。最初のマシンは1976年12月に出荷された。これらはサードパーティ向けにも販売されていたため、初期のコンピュータ店の中でもディーラーネットワークが形成されるようになった。1977年までに、プロセッサ・テクノロジー社はその品質の高さで評判となり、世界で最も売れているコンピュータの一つとなった。
この頃までには、S-100マシンはビジネス市場に進出し始めていた。プロセッサ・テクノロジー社は、バークレー郊外のエメリービルで開催された会議に全販売店を招待し、1,199ドルのHeliosフロッピーディスクドライブと、それを使用したPTDOSシステムを紹介した。また、より大きなメモリカードとカラービデオカードを出す見込みであることを発表した。販売店は、それまでの代金引換払いだけでなく、30日分の一括注文も可能になったが、そのためには、少なくとも四半期に一度は注文を入れなければならなかった。

### 没落
これらの計画はすぐに崩壊した。Heliosは当初、ディアブロ・データ・システムズ社の新しいメカニズムをベースにしていた。ディアブロ社は1972年にゼロックスに買収されていたが、Heliosが発表された直後に、ゼロックスはフロッピードライブの開発を中止した。プロセッサ・テクノロジー社は、その代替としてPersci 270を選択した。270は、シングルドライブとステッピングモーターで動作する2つのドライブベイを備えており、シングルドライブよりも複雑なものになっていた。これはHelios IIとして発売され、価格はキットで1,895ドル、組み立て式で2,295ドルだった。プロセッサ・テクノロジー社は、カリフォルニア州プレザントンの大きな工場に移転した。
ラジオシャックがTRS-80を発表したのはこの頃だった。これはSolと同様のオールインワン機でありながら、モニターとRAMがセットになって半額程度で販売されていた。しかも、北米に数百店あるラジオシャックで販売されていた。Solの売り上げは急落した。一方、同社は、カラーグラフィックスカードなどの他の新製品を発表することができなかった。カラーグラフィックスを搭載したApple IIが登場すると、すぐにベストセラーになった。
プロセッサ・テクノロジー社は、ノーススター・コンピューターズ社と契約して、Sol用のBASICの新バージョンを作成していた。その後、ノーススター社は、それにより作られたNorth Star BASICを他のベンダーにも販売し始めた。プロセッサ・テクノロジー社は、契約は独占的なものだったとしてノーススター社を提訴した。訴訟は長引き、両社に損害を与えたが、最終的にプロセッサ・テクノロジー社が敗訴した。さらに、ノーススター社は、システム用の新しい5.25インチドライブをリリースし、Heliosの半分の価格で販売した。パッチを当てることでCP/Mが実行できるようになり、PTDOSのような代替品への関心が薄れ、WordStarやElectric Pencilなどの新しいビジネスアプリケーションの登場により、すぐにCP/MがS-100マシンの標準のOSの地位を確立することとなった。
プロセッサ・テクノロジー社はHeliosシステムの販売を続け、PTDOSをCP/Mに置き換えることは検討しなかった。Heliosは信頼性が低いことが判明し、購入した所有者から訴訟を起こされた。また、従来のSRAMよりもはるかに高密度なDRAMをベースにした32KBと64KBのメモリカードを発表したが、これらはすぐに故障し、同社の修理能力を超えた。
これらの問題により同社は倒産し、最終的には1979年5月14日に清算された。

## 仕様
本節は、特に断りのない限り、Solのシステムマニュアルに基づく。

### 物理レイアウト
Sol-20の前面には、左にQWERTYキーボード、右にテンキーという典型的な配置のキーボードがある。筐体の側面の木材がキーボードに近い位置にあり、操作者の手に干渉する可能性があった。
正面から見てケースの右奥、テンキーのすぐ後ろには電源があり、回路を冷却するためのファンも備えている。メインマザーボードは電源の左側にあり、ケースの幅の約2/3に渡って配置されている。マザーボードはキーボードの下からケースの前までずっと前方に伸びていた。
カセットポート、パラレルポート、シリアルポートはマザーボードの背面からケースの穴に向かって配置されていた。ファンの真下には、コンポジット映像出力を行うUHFコネクタがあった。これは、モニターに接続でき、少しの改造で従来のテレビにも接続することができる。プロセッサはマシンの背面近くにあり、メモリとビデオ回路は前面にあった。このため、カードの上部を横切る同軸ケーブルを使って、ビデオ出力をマシンの背面に配線する必要があった。

### Solバス
当初、拡張ボードは、2本の50ピンリボンケーブルを使用してメインコンソールに接続する外部ケージを介して処理される予定だった。オリジナルのAltairバスの設計では、ピン数を減らして100ピンコネクタに収まるようにするため、データラインごとに信号用のグランドピンがなかった。これにより、全ての信号がグランドを共有することとなって、ノイズの多いものとなり、多くのユーザーから嘲笑されていた。バスが50ピンのリボンケーブルにそのまま拡張するとノイズが多くなるため、マーシュはこのノイズを減らすために、ケーブル全体にグランドピンを追加するよう要求した。
Solでは、2つのデータバスのうち同時には1つだけを使用し、8080のDBINピンで信号を送ることで入力または出力を可能にし、それらを切り替えることで、この問題を解決した。同時に1つのバスのみを使用していたため、8つのピンを共有することができ、以前は2番目のバス専用だった8つのピンを代わりにグランドとして使用することができた。最終的に、外部シャーシを使用するという考えは捨てられた。この時までに、グランドに追加のラインを使用することが決定され、ボードの設計が容易になるという望ましい副作用があった。
代わりに、同じ50ピンのコンセプトが、内部拡張シャーシSol-BPBに実装された。これは、マザーボードのほぼ中央から垂直に上に伸びている。5つの水平コネクタがあり、両側の金属製のフレームワークがカードを機械的に支持していた。シャーシの上部には別のエッジコネクタもあったが、これがさらなる拡張に使用できるかどうかは不明である。BPBは初期デザインのDBIN信号とグランドピンを保持しており、これはすぐに事実上の標準となった。
このバスデザインの変更は、Altair用のカードに改造を加えないとSolでは使えないということを意味し、論争の的となった。フェルゼンスタインは、「私は、ボブが私にそうさせたという立場を取り、彼は、歴史が彼を免責するという立場を取っている」と言っている。

### ソフトウェア
オリジナルのシステムには、3つの「パーソナリティモジュール」がリリースされた。CONSOLはシンプルな端末エミュレータ機能を提供し、TLOADを使ってテープからプログラムをロードしたり実行したりするためのいくつかのコマンドを追加した。SOLOS はカセット上のファイルに名前を追加し、テープ上のデータを名前付きファイルに保存するTSAVEコマンド、名前付きプログラムの詳細をプリントアウトするTCATを提供した。TXECは名前付きプログラムをワンステップでロードして実行する。SOLEDには、一部のメインフレームシステムで使用されているブロックモード編集が含まれていたが、実際に使用できたかどうかは不明である。
Sol-20でよく使われていたソフトの一つにBASIC/5があった。これは4KBの拡張でミニマムマシンでも動作したが、4KBに収まるように単精度浮動小数点数機能しかなく、文字列変数がなかった。8KBで動作する拡張BASICは文字列などの機能が追加された。この他にも、多くのゲームを含む様々なプログラムが、カセット形式でソル用に、紙テープ形式で他のS-100マシン用に販売されていた。